# Surbhi Jyoti
Surbhi Jyoti  (sinh ngày 29 tháng 5 năm 1988) là một nữ diễn viên truyền hình Ấn Độ được biết đến với vai diễn Zoya/Sanam trong Qubool Hai và Bella Mahir Sehgal/Sharvani Mihir Sippi trong Xà nữ báo thù (Tình người kiếp rắn) phần 3..

## Cuộc đời
Jyoti được sinh ra ở Jalandhar, Punjab, Ấn Độ. Cô nhận được nhận sự giáo dục sớm của Trường Công lập Shiv Jyoti và sau đó tốt nghiệp Hans Raj Mahila Maha Vidyalaya. Là một học sinh của Hans Raj Mahila Maha Vidyalaya, cô đã tham gia vào các cuộc tranh luận và được công nhận. Cô đã nhận bằng Thạc sĩ Nghệ thuật bằng tiếng Anh của Trường Cao đẳng Mỹ thuật Apeejay.

## Nghề nghiệp
Jyoti đã bắt đầu sự nghiệp của mình trong nhà hát và phim ảnh khu vực. Cô cũng là một tay đua đài phát thanh. Cô đã làm việc trong các bộ phim ngôn ngữ tiếng Nhật là Ik Kudi Punjab Di, Raula Pai Gaya và Munde Patiala De  cũng như loạt phim truyền hình tiếng Ba Tư Akiyaan To Door Jayen Na và Kach Diyan Wanga.
Vào cuối năm 2012, Jyoti đã nhận được chương trình truyền hình Qubool Hai được sản xuất bởi 4 Lions Films và được phát sóng trên Zee TV. Cô đóng vai trò của Zoya Farooqui. Với vai diễn của nhân vật, cô đã giành giải thưởng cho GR8! Nghệ sĩ biểu diễn của năm nữ tại Giải thưởng Học viện Truyền hình Ấn Độ và Nữ diễn viên Début xuất sắc nhất tại Zee Gold Awards 2013. Cô cũng đã giành được hai giải thưởng Jodi hay nhất với Karan Singh Grover.  Vào năm 2014, Qubool Hai đã trải qua một lần khởi động lại, trong đó cô đóng vai trò kép của Sanam và Seher. Trong năm 2014, cô đứng thứ 16 trong cuộc bình chọn hàng năm được tiến hành bởi trụ sở tại Anh tuần báo Đông Eye.
Vào năm 2015, cô cũng đã tổ chức ba mùa của bộ phim tình cảm Pyaar Tune Kya Kiya đối diện với Meiyang Chang. Tại Zee Gold Awards 2015, Karanvir Bohra và Jyoti đã được trao giải Jodi trên màn hình xuất sắc nhất. Vào năm 2015, Qubool Hai đã giới thiệu một bước nhảy vọt 25 năm, bài mà cô đóng Mahira, vai trò thứ năm của cô trong chương trình. Trong năm 2015, cô đứng thứ 17 trong cuộc bình chọn hàng năm được tiến hành bởi trụ sở tại Anh tuần báo Đông Eye. Show Qubool Hai kết thúc vào tháng 1 năm 2016. Năm 2016, cô đã tổ chức một chương trình web dựa trên du lịch Desi Explorers Đài Loan cùng với nhiều diễn viên truyền hình khác. Vào năm 2016, cô đã tham gia chương trình 4 Lions Films của Ishqbaaaz trong một vai khách mời đối diện với Shaleen Malhotra trong vai Mallika Kabeer Choudhary, một nữ doanh nhân là một kiến trúc sư chuyên nghiệp. Vào tháng 9 năm 2016, cô đã tổ chức một chương trình web du lịch khác dựa trên Desi Explorers Yas Island với nhiều diễn viên truyền hình khác.
Năm 2017, cô đã góp mặt trong 4 chương trình  Lions Films có tên Tanhaiyan đối diện với Barun S Bolognai với vai Meera Kapoor, một nhà thiết kế thời trang không hay phán xét và dễ bị tổn thương. Tất cả các tập của loạt web đã được phát hành trên Hotstar vào ngày 14 tháng 2 năm 2017. Trong năm 2017, Jyoti cũng đã được nhìn thấy trong Star Plus ' phim kinh dị siêu nhiên Koi Laut Ke Aaya Hải như Gitanjali Singh Shekhari, một cô gái đến từ một gia đình hoàng gia. Cô được đóng cặp đối diện Shoaib Ibrahim và chương trình bao gồm các diễn viên như Sharad Kelkar, Sreejita De và Shaleen Malhotra. Chương trình kết thúc vào ngày 18 tháng 6 năm 2017.
Vào tháng 6 năm 2018, Jyoti đã ký hợp đồng Balaji Telefilms của "Naagin 3" được phát sóng trên TV màu. Chương trình đã nhận được TRP cao và kết thúc vào tháng 5 năm 2019. Sau đó, cô xuất hiện trong chương trình truyền hình Colors Khatra Khatra Khatra.
Jyoti cũng là đại sứ thương hiệu của Reliance Jewels.

## Đóng phim
Note: Below films are in Punjabi language.
| Năm  | Tiêu đề           | Vai trò      | Ref(s) |
| ---- | ----------------- | ------------ | ------ |
| 2010 | Ik Kudi Punjab Di | Gurmeet Kaur | [ 10 ] |
| 2012 | Raula Pai Gaya    | Reet         | [ 31 ] |
| 2012 | Munde Patiala De  | Linh mục     | [ 32 ] |

## Tivi
| Năm        | Tên                                                                     | Vai diễn | Channel     | Ref(s)               |
| ---------- | ----------------------------------------------------------------------- | --- | ----------- | -------------------- |
| 2010       | Akiyaan To Door Jayen Na                                                | Sona | Zee Punjabi | [ 10 ]               |
| 2011–2012  | Kach Diyan Wanga                                                        | Preet Sehgal | Zee Punjabi | [ 11 ]               |
| 2012–2016  | Qubool Hai                                                              | Zoya Farooqui née Ahmed Khan (Season 1) Sanam Ahmed Khan née Raza Ibrahim (Season 2) Seher (Sunehri) Ahmed Khan (Season 2) Jannat (Sanam) (Season 3) Mahira Akhtar née Raza Sheikh (Season 4) | Zee TV      | [ 33 ] [ 34 ] [ 35 ] |
| 2013       | Sapne Suhane Ladakpan Ke                                                | Guest appearance | Zee TV      | [ 36 ]               |
| 2013       | Mahasangam: Qubool Hai & Punar Vivaah - Zindagi Milegi Dobara           | Zoya Farooqui | Zee TV      | [ 37 ]               |
| 2013       | Mahasangam: Qubool Hai, Pavitra Rishta & Badalte Rishton Ki Dastaan     | Zoya Farooqui | Zee TV      | [ 38 ]               |
| 2013       | Mahasangam: Qubool Hai, Punar Vivah - Ek Nayi Umeed & Connected Hum Tum | Zoya Farooqui | Zee TV      | [ 39 ]               |
| 2013       | Mahasangam: Qubool Hai & Khelti Hai Zindagi Aankh Micholi               | Zoya Farooqui | Zee TV      | [ 40 ]               |
| 2013       | India's Best Dramebaaz                                                  | Guest appearance | Zee TV      | [ 41 ]               |
| 2014       | Dil Se Naachein Indiawaale                                              | Guest appearance | Zee TV      | [ 42 ]               |
| 2014–2015  | Pyaar Tune Kya Kiya                                                     | Host | Zing        | [ 43 ]               |
| 2015, 2016 | Kumkum Bhagya                                                           | Guest appearance | Zee TV      | [ 44 ]               |
| 2016       | Mahasangam: Jamai Raja & Tashan-e-Ishq                                  | Guest appearance | Zee TV      | [ 45 ]               |
| 2016       | Box Cricket League 2                                                    | To support team Delhi Dragons | Colors TV   | [ 46 ]               |
| 2016       | Box Cricket League Punjab                                               | To support team Ambarsariye Hawks | PTC Punjabi | [ 47 ]               |
| 2016       | Fear Factor: Khatron Ke Khiladi 7                                       | Guest appearance | Colors TV   | [ 48 ]               |
| 2016       | Comedy Nights Bachao                                                    | Participant | Colors TV   | [ 49 ]               |
| 2016       | Comedy Nights Live                                                      | Participant | Colors TV   |                      |
| 2016       | Ishqbaaaz                                                               | Mallika Choudhary | Star Plus   | [ 50 ]               |
| 2017       | Koi Laut Ke Aaya Hai                                                    | Geetanjali Singh Shekhari | Star Plus   | [ 51 ]               |
| 2017       | Love Aur Dhokha                                                         | Host | ABP News    | [ 52 ]               |
| 2017       | Dev                                                                     | Advocate Fatima Hydari | Colors TV   | [ 53 ]               |
| 2017       | Comedy Dangal                                                           | Participant | &amp;TV     | [ 54 ]               |
| 2018–2019  | Naagin 3                                                                | Naagrani Ruhi (Bela)/ Shraavni | Colors TV   | [ 55 ]               |
| 2018       | Dandiya Nights                                                          | Guest appearance | Star Plus   | [ 56 ]               |
| 2018       | Bigg Boss 12                                                            | Guest appearance | Colors TV   | [ 57 ]               |
| 2018       | Ace Of Space 1                                                          | Guest appearance | MTV India   | [ 58 ]               |
| 2018       | Shaam Shaandar                                                          | Guest appearance | &amp;TV     | [ 59 ]               |
| 2019       | Kitchen Champion                                                        | Guest appearance | Colors TV   | [ 60 ]               |
| 2019       | Box Cricket League 4                                                    | Player of team Delhi Dragons | MTV India   | [ 61 ]               |
| 2019       | Khatra Khatra Khatra                                                    | Guest appearance | Colors TV   | [ 62 ]               |
| 2019       | Dance Deewane 2                                                         | Guest appearance | Colors TV   | [ 63 ]               |
| 2019       | Ace Of Space 2                                                          | Guest appearance | MTV India   | [ 64 ]               |
| 2019       | Bigg Boss 13                                                            | Promo (with Karan Wahi) | Colors TV   | [ 65 ]               |

### Chương trình
| Năm  | Tiêu đề                       | Vai trò                      | Mạng                                 | Ref(s) |
| ---- | ----------------------------- | ---------------------------- | ------------------------------------ | ------ |
| 2016 | Thám hiểm Desi Đài Loan       | Người tham gia               | Chuỗi trang web du lịch trên YouTube | [ 66 ] |
| 2016 | Đảo thám hiểm Desi            | Người tham gia               | Chuỗi trang web du lịch trên YouTube | [ 67 ] |
| 2017 | Tanhaiyan                     | Meera Kapoor                 | Hotstar                              | [ 68 ] |
| 2017 | Showbiz Với Vahbiz            | Khách (Với Ridhi Dogra)      | Trò chuyện hiển thị trên YouTube     | [ 69 ] |
| 2018 | Không được mô tả với Gul Khan | Khách (Với Barun S Bolognai) | Trò chuyện hiển thị trên YouTube     | [ 70 ] |
| 2018 | Một bảng cho hai              | Khách (với Surbhi Chandna)   | Zee TV (Quốc tế) & Zee5              | [ 71 ] |

## Video âm nhạc
| Năm  | Tiêu đề | Kênh      | Ref(s) |
| ---- | ------- | --------- | ------ |
| 2018 | Haanji  | Hồ sơ Osm | [ 72 ] |

## phần thưởng và bổ nhiệm
| Năm  | Giải thưởng                            | thể loại | Kết quả    | Chỉ       | Ref(s)    |
| ---- | -------------------------------------- | --- | ---------- | --------- | --------- |
| 2013 | Giải thưởng Học viện Truyền hình Ấn Độ | style="background: #99FF99; color: black; vertical-align: middle; text-align: center; " class="yes table-yes2"\|Đoạt giải | Qubool Hai | [ 73 ]    |           |
| 2013 | Giải thưởng Học viện Truyền hình Ấn Độ | style="background: #FDD; color: black; vertical-align: middle; text-align: center; " class="no table-no2"\|Đề cử | Qubool Hai | [ 74 ]    |           |
| 2013 | Indian Telly Awards                    | style="background: #99FF99; color: black; vertical-align: middle; text-align: center; " class="yes table-yes2"\|Đoạt giải | Qubool Hai | [ 75 ]    |           |
| 2013 | Indian Telly Awards                    | Best Onscreen Couple (With Karan Singh Grover) | Qubool Hai | [ 75 ]    | Đoạt giải |
| 2013 | Gold Awards                            | style="background: #99FF99; color: black; vertical-align: middle; text-align: center; " class="yes table-yes2"\|Đoạt giải | Qubool Hai | [ 14 ]    |           |
| 2013 | Gold Awards                            | Best Onscreen Jodi (With Karan Singh Grover) | Qubool Hai | [ 14 ]    | Đoạt giải |
| 2015 | Gold Awards                            | Best Onscreen Jodi (With Karanvir Bohra) | Qubool Hai | Đoạt giải | [ 19 ]    |
| 2018 | Gold Awards                            | style="background: #99FF99; color: black; vertical-align: middle; text-align: center; " class="yes table-yes2"\|Đoạt giải\| data-sort-value="" style="background: var(--background-color-interactive, #ececec); color: var(--color-base, inherit); vertical-align: middle; text-align: center; " class="table-na" \| — | [ 76 ]     |           |           |
| 2018 | Indian Television Academy Awards       | style="background: #FDD; color: black; vertical-align: middle; text-align: center; " class="no table-no2"\|Đề cử | Naagin 3   | [ 77 ]    |           |

## giới thiệu
1. ↑  "Qubool Hai fame Surbhi Jyoti celebrates her birthday in Disneyland". The Times of India. Truy cập ngày 17 tháng 8 năm 2016.
2. ↑  "Surbhi Jyotis birthday celebrations will give you new #BirthdayGoals". India Today. ngày 31 tháng 5 năm 2016. Truy cập ngày 18 tháng 8 năm 2016. So, the Qubool Hai actress just celebrated her 28th birthday
3. ↑  Press Trust Of India (ngày 19 tháng 8 năm 2015). "Surbhi Jyoti sports dental braces for new look in show". ABP News. Truy cập ngày 22 tháng 8 năm 2015.
4. 1 2  Kolwankar, Gayatri (ngày 28 tháng 5 năm 2015). "TV's 'Zoya' turns a year older". The Times Of India. Truy cập ngày 30 tháng 5 năm 2015.
5. ↑  Express News Service (ngày 13 tháng 3 năm 2015). "My Space: Surbhi Jyoti, TV Actor". The Indian Express. Truy cập ngày 24 tháng 6 năm 2015.
6. ↑  "The Tribune, Chandigarh, India - JALANDHAR PLUS". sarangi.co.uk. Bản gốc lưu trữ ngày 4 tháng 3 năm 2016. Truy cập ngày 18 tháng 9 năm 2019.
7. ↑  Tribune News Service (ngày 8 tháng 1 năm 2009). "HMV girl is best speaker". The Tribune (Chandigarh). Jalandhar. Truy cập ngày 31 tháng 3 năm 2015.
8. ↑  Tribune News Service (ngày 26 tháng 9 năm 2008). "Jalandhar girl wins inter-college debate contest". The Tribune (Chandigarh). Amritsar. Truy cập ngày 21 tháng 9 năm 2015.
9. ↑  Indo-Asian News Service (ngày 6 tháng 12 năm 2012). "I've never seen any daily soaps: TV actress Surbhi Jyot". Zee News. Bản gốc lưu trữ ngày 10 tháng 9 năm 2018. Truy cập ngày 12 tháng 5 năm 2015.
10. 1 2 3  Maheshwri, Neha (ngày 29 tháng 10 năm 2012). "I hope to get rid of my Punjabi bachpana". The Times Of India. Truy cập ngày 15 tháng 9 năm 2013.
11. 1 2  Indo-Asian News Service (ngày 6 tháng 12 năm 2012). "I've never seen any daily soaps: Surbhi Jyoti". The Times Of India. Truy cập ngày 12 tháng 4 năm 2015.
12. ↑  Jha, Sumit (ngày 6 tháng 10 năm 2012). "Qubool Hai- the new show on Zee TV". The Times Of India. Truy cập ngày 1 tháng 3 năm 2015.
13. ↑  Times News Network (ngày 3 tháng 9 năm 2012). "Karan Singh Grover in Zee's Qubool Hai!". The Times of India. Truy cập ngày 13 tháng 10 năm 2012.
14. 1 2  Narayan, Girija (ngày 23 tháng 7 năm 2013). "Photos: 2013 Boroplus Gold Awards Winners List!". Oneindia.in. Bản gốc lưu trữ ngày 25 tháng 12 năm 2018. Truy cập ngày 22 tháng 4 năm 2015.
15. ↑  Bhadani, Priyanka (ngày 15 tháng 8 năm 2014). "Surbhi Jyoti to play a double role in Qubool Hai". The Indian Express. Truy cập ngày 21 tháng 1 năm 2015.
16. ↑  Indo-Asian News Service (ngày 11 tháng 11 năm 2014). "It's a challenge that needs keen observation: Surbhi Jyoti on her double role in 'Qubool Hai'". CNN-IBN. Bản gốc lưu trữ ngày 18 tháng 2 năm 2015. Truy cập ngày 18 tháng 2 năm 2015.
17. ↑  Rediff.com (ngày 4 tháng 12 năm 2014). "Humaima, Sonam". Rediff.com. Truy cập ngày 12 tháng 5 năm 2015.
18. ↑  "Relive romantic TV numbers with Pyaar Tune Kya Kiya music video". The Times of India. Truy cập ngày 31 tháng 3 năm 2016.
19. 1 2  Goswami, Parismita (ngày 5 tháng 6 năm 2015). "Zee Gold Awards 2015: Divyanka Tripathi, Karan Patel, Gautam Gulati Bag Awards; Winners' List". International Business Times. Truy cập ngày 17 tháng 6 năm 2015.
20. ↑  Indo-Asian News Service (ngày 19 tháng 8 năm 2015). "Surbhi Jyoti sports dental braces for new look in show". The Times Of India. Bản gốc lưu trữ ngày 26 tháng 1 năm 2016. Truy cập ngày 20 tháng 8 năm 2015.
21. ↑  Indo-Asian News Service (ngày 19 tháng 8 năm 2015). "Surbhi Jyoti sports dental braces for new look in show". Business Standard. Bản gốc lưu trữ ngày 25 tháng 9 năm 2015. Truy cập ngày 20 tháng 8 năm 2015.
22. ↑  ANI (ngày 10 tháng 12 năm 2015). "PeeCee". Business Standard. London. Truy cập ngày 11 tháng 12 năm 2015.
23. ↑  "'Qubool Hai' to go off air on January 25". The Times of India. Truy cập ngày 20 tháng 1 năm 2016.
24. ↑  "Surbhi Jyoti, Sara Khan, Sukriti Kandpal don stunning bridal outfits for web based show - Times of India". Truy cập ngày 4 tháng 7 năm 2016.
25. ↑  Zee News Tean (ngày 6 tháng 8 năm 2016). "Surbhi Jyoti to do a cameo in 'Ishqbaaaz'". Zee News. Truy cập ngày 7 tháng 8 năm 2016.
26. ↑  "Pooja Gor shares some fun moments with Karan Wahi and Surbhi Jyoti in Abu Dhabi, see pics - Times of India". The Times Of India. Truy cập ngày 16 tháng 9 năm 2016.
27. ↑  Gursimran Kaur Banga (ngày 8 tháng 7 năm 2016). "Just in: Clipping from Barun Sobti and Surbhi Jyoti's web series". The Times Of India. Truy cập ngày 4 tháng 8 năm 2016.
28. ↑  "I'm very excited for Valentines Day, says Surbhi Jyoti - Times of India". Truy cập ngày 11 tháng 2 năm 2017.
29. ↑  Reporter, India-West Staff. "Star Plus' New Thriller 'Koi Laut Ke Aaya Hai' Stars Surbhi Jyoti, Shoaib Ibrahim, Sharad Kelkar". Bản gốc lưu trữ ngày 8 tháng 5 năm 2017. Truy cập ngày 6 tháng 5 năm 2017.
30. ↑  "'Koi Laut Ke Aaya Hai' to go off air - Times of India". Truy cập ngày 23 tháng 6 năm 2017.
31. ↑  Times News Network (ngày 1 tháng 6 năm 2012). "Raula Pai Gaya is fun unlimited". The Times Of India. Truy cập ngày 12 tháng 5 năm 2015.
32. ↑  Times News Network (ngày 6 tháng 6 năm 2012). "Munde Patiala De Cast". The Times Of India. Truy cập ngày 12 tháng 5 năm 2015.
33. ↑  Patel, Ano (ngày 8 tháng 5 năm 2014). "It was fun to work with Karan Singh Grover, but Karanvir's cool too: Surbhi Jyoti". The Times Of India. Truy cập ngày 2 tháng 2 năm 2015.
34. ↑  Maheshwri, Neha (ngày 9 tháng 8 năm 2014). "Qubool Hai: Surbhi Jyoti to play a double role". The Times Of India. Truy cập ngày 2 tháng 2 năm 2015.
35. ↑  Indo-Asian News Service (ngày 19 tháng 8 năm 2015). "Surbhi Jyoti sports dental braces for new look in show". The Indian Express. Truy cập ngày 20 tháng 8 năm 2015.
36. ↑  "Special Holi sequence coming up on Zee TV's Sapne Suhane Ladakpan Ke".
37. ↑  "Qubool Hai ngày 18 tháng 1 năm 2013 Mahasangam Episode". Qubool Hai. ngày 18 tháng 1 năm 2013. Zee TV.
38. ↑  "Qubool Hai, Pavitra Rishta and Dastaan come together". 2013.
39. ↑  Narayan, Girija (ngày 12 tháng 7 năm 2013). "Mahasangam: Qubool Hai, Punar Vivah- Ek Nayi Umeed and Connected Hum Tum". Oneindia.in. Truy cập ngày 12 tháng 7 năm 2013.
40. ↑  "Qubool Hai ngày 4 tháng 12 năm 2013 Mahasangam episode". Qubool Hai. ngày 4 tháng 12 năm 2013. Zee TV.
41. ↑  "Zee TV's l'Il Dramebaazes thrilled to meet their Favorite Soap Stars | City Air News". Bản gốc lưu trữ ngày 29 tháng 3 năm 2019. Truy cập ngày 18 tháng 9 năm 2019.
42. ↑  Times News Network (ngày 8 tháng 11 năm 2014). "Dil Se Naachein Indiawaale reaches its Grand Finale!". The Times Of India. Truy cập ngày 20 tháng 4 năm 2015.
43. ↑  Times News Network (ngày 20 tháng 11 năm 2014). "Zing All Geared Up To Launch Pyaar Tune Kya Kiya Season 3". The Times Of India. Truy cập ngày 12 tháng 5 năm 2015.
44. ↑  "'Kumkum Bhagya' Holi special: Abhi and Pragya to dance; TV actors Mouni Roy, Karanvir Bohra and others to entertain viewers". ngày 15 tháng 3 năm 2016.
45. ↑  "'Qubool Hai' couple Surbhi Jyoti and Karanvir Bohra to reunite for Zee TV's shows". ngày 17 tháng 5 năm 2016.
46. ↑  "200 Actors, 10 Teams, and 1 Winner... Let The Game Begin". The Times of India. Truy cập ngày 4 tháng 3 năm 2016.
47. ↑   https://twitter.com/TeamSurbhiJyoti/status/711554801155252224?s=19. {{Chú thích web}}: |title= trống hay bị thiếu (trợ giúp)
48. ↑  "Jay Bhanushali to host KKK semi finale - Times of India". Truy cập ngày 4 tháng 7 năm 2016.
49. ↑  "Surbhi Jyoti, Shalien Malhotra have fun at shoot; see pic - Times of India". Truy cập ngày 29 tháng 1 năm 2017.
50. ↑  "Surbhi Jyoti to enter Ishqbaaz as Shivaay's ex-girlfriend". Bản gốc lưu trữ ngày 29 tháng 3 năm 2019. Truy cập ngày 18 tháng 9 năm 2019.
51. ↑  "Surbhi Jyoti, Shohaib Ibrahim get together for TV show - Times of India". Truy cập ngày 29 tháng 1 năm 2017.
52. ↑  "Qubool Hai famed Surbhi Jyoti back with a new show Love Aur Dhokha". Bản gốc lưu trữ ngày 29 tháng 3 năm 2019. Truy cập ngày 18 tháng 9 năm 2019.
53. ↑  "Surbhi Jyoti to play a lawyer on Ashish Choudhary starter Dev - Times of India". Truy cập ngày 17 tháng 9 năm 2017.
54. ↑  "Here's why Surbhi Jyoti replaced Karishma Tanna on Comedy Dangal".
55. ↑  "Surbhi Jyoti replaces Mouni Roy in Naagin 3 - Times of India". Truy cập ngày 10 tháng 12 năm 2017.
56. ↑  "Helly, Kushal, Ravi, Rithvik, and Surbhi to rock Star Plus' Navratri Utsav".
57. ↑  "Bigg Boss 12: Naagin 3's Anita, Surbhi Jyoti, Bepannaah star Harshad Chopda, Shivin Narang had a gala time | PINKVILLA". Bản gốc lưu trữ ngày 29 tháng 3 năm 2019. Truy cập ngày 18 tháng 9 năm 2019.
58. ↑  "Naagin 3 actress Surbhi Jyoti to spice up the weekend episode of Vikas Gupta's Ace of Space".
59. ↑  "Arjun Bijlani and Surbhi Jyoti's scintillating performance is an ode to #DeepVeer".
60. ↑  "Surbhi Jyoti to feature in Kitchen Champion".
61. ↑  "Naagin 3 fame Surbhi Jyoti gets in an argument with former Bigg Boss contestant Arshi Khan". Bản gốc lưu trữ ngày 24 tháng 10 năm 2022. Truy cập ngày 18 tháng 9 năm 2019.
62. ↑  "Post Naagin 3, Surbhi Jyoti to feature in another Colors show". ngày 4 tháng 7 năm 2019.
63. ↑  "Surbhi Jyoti, Jasmin Bhasin, Pearl V Puri, Sidhartha Shukla To Welcome Ganpati Bappa On Dance Deewane 2".
64. ↑  "Surbhi Jyoti to be seen in MTV Ace of Space 2".
65. ↑  "Karan Wahi & Surbhi Jyoti's Surprise Appearance in 'Bigg Boss 13' Promo Piques Interest".
66. ↑  "Sukriti Kandpal and Surbhi Jyoti on boyfriend hunt and the result is hilarious - Times of India". Truy cập ngày 7 tháng 8 năm 2016.
67. ↑  "Pooja Gor shares some fun moments with Karan Wahi and Surbhi Jyoti in Abu Dhabi, see pics - Times of India". Truy cập ngày 29 tháng 1 năm 2017.
68. ↑  "Happy Birthday: 5 things you must know about birthday boy Karan Wahi". Truy cập ngày 4 tháng 7 năm 2016.
69. ↑  "Candid pics of Ridhi Dogra and Surbhi Jyoti from the set of Showbiz with Vahbiz". ngày 25 tháng 11 năm 2017.
70. ↑  "After Tanhaiyan, Barun Sobti and Surbhi Jyoti to reunite for this show next".
71. ↑  "The Trailer Of Table For Two Finale With Surbhi 'Square' Has Left Millions Waiting To Dine". Bản gốc lưu trữ ngày 23 tháng 3 năm 2019. Truy cập ngày 18 tháng 9 năm 2019.
72. ↑  "Haanji: Surbhi Jyoti's New Music Video is Peppy, Catchy and You Ought to Say 'Haanji' for the Track!". ngày 6 tháng 11 năm 2018. Bản gốc lưu trữ ngày 24 tháng 11 năm 2018. Truy cập ngày 18 tháng 9 năm 2019.
73. ↑  "The Indian Television Academy Awards 2013 winners". The Indian Television Academy. Bản gốc lưu trữ ngày 24 tháng 9 năm 2014.
74. ↑  "THE INDIAN TELEVISION ACADEMY AWARDS 2013 - TOP - 5 NOMINEES (JURY & POPULAR)". Indiantelevisionacademy.com. Bản gốc lưu trữ ngày 4 tháng 3 năm 2016.
75. ↑  "Indian Telly Awards Nominations 2013". Indiantelevision.com. Bản gốc lưu trữ ngày 16 tháng 10 năm 2013. Truy cập ngày 18 tháng 9 năm 2019.
76. ↑  "Gold Awards 2018 winners list: TV beauties Hina Khan, Mouni Roy and Surbhi Jyoti bag prestigious gold trophies - Free Press Journal". ngày 20 tháng 6 năm 2018. Truy cập ngày 21 tháng 6 năm 2018.
77. ↑  "JURY TOP-5 -.: Indian Television Academy:". archive.fo. ngày 3 tháng 12 năm 2018. Bản gốc lưu trữ ngày 3 tháng 12 năm 2018. Truy cập ngày 17 tháng 12 năm 2018.

## liên kết khác
- Surbhi Jyoti trên IMDb
- Surbhi Jyoti trên Instagram